# Sin and Punishment: Sora no Kōkeisha
Sin & Punishment: Star Successor, conegut a Europa com Sin and Punishment: Successor of the Skies i al Japó com Tsumi to Batsu: Sora no Kōkeisha (罪と罰 ～宇宙の後継者～, lit. "Sin and Punishment: Successor of the Universe") és un videojoc del 2009 desenvolupat per Treasure i publicat per Nintendo. És una seqüela del videojoc de Nintendo 64 Sin and Punishment: Chikyu no Keishōsha.